# Endevina qui ve a sopar
Endevina qui ve a sopar (títol original en anglès: Guess Who's Coming to Dinner) és una pel·lícula estatunidenca de Stanley Kramer, estrenada el 1967, protagonitzada per Spencer Tracy, Sidney Poitier i Katharine Hepburn, entre d'altres. Narra la problemàtica situació d'una parella interracial que desitja casar-se amb el consentiment dels seus pares, davant d'una societat plena de prejudicis i odi racial.
Fou guanyadora de dos premis Oscars, com a millor actriu (Katharine Hepburn) i millor guió original (William Rose). La pel·lícula fou doblada al català i emesa per primer cop en català l'1 d'abril de 1992 per TV3.

## Argument[2]
Joey Drayton (Katharine Houghton), una jove de 23 anys va a San Francisco a presentar el seu futur espòs, el doctor John Prentice (Sidney Poitier), als seus pares. Subdirector de l'Organització Mundial de la Salut, brillant metge i professor de medicina de 37 anys, John Prentice està de dol des de fa vuit anys per la mort en un accident de la primera esposa i d'un fill.
John tem, tanmateix, la reacció dels pares de Joey, ja que és negre i ella blanca, diferència particularment problemàtica en aquell temps en què, segons comenta el pare de Joey, aquella unió era il·legal en diversos estats dels Estats Units. Els pares de Joey tenen conviccions liberals (en el sentit nord-americà del terme) molt arrelades i han educat la seva filla en el rebuig del racisme. Així i tot, quan John els fa saber que renunciarà al matrimoni si no obté el seu consentiment sense reserva, Matt i Christina Drayton (Spencer Tracy i Katharine Hepburn) es troben de cara a cara amb les seves contradiccions. La seva filla projecta casar-se amb John a Ginebra dues setmanes més tard.

El vespre esdevé encara més tens quan Joey decideix d'avançar la data de la seva partida cap a Suïssa i convida a sopar els pares de John, que viuen a Los Angeles. Ells també estan molt trasbalsats per aquesta situació inesperada.
El pare Ryan, un sacerdot catòlic amic de la família, i Tillie, la minyona, que és negra, no vacil·len a donar la seva opinió sobre la qüestió.

## Repartiment
- Spencer Tracy: Matt Drayton
- Katharine Hepburn: Christina Drayton
- Sidney Poitier: Dr. John Prentice
- Katharine Houghton: Joey Drayton
- Cecil Kellaway: El pare Ryan
- Beah Richards: Sra. Prentice
- Roy Glenn: Sr. Prentice
- Isabel Sanford: Tillie
- Virginia Christine: Hilary St George
- Alexandra Hay: Carhop (cambrera del restaurant automobilístic)

## Premis i nominacions

### Premis
- 1968: Oscar a la millor actriu per Katharine Hepburn
- 1968: Oscar al millor guió original per William Rose
- 1968: Premi David di Donatello: Millor pel·lícula estrangera (Stanley Kramer)
- 1969: BAFTA a la millor actriu per Katharine Hepburn
- 1969: BAFTA al millor actor per Spencer Tracy (a títol pòstum)

### Nominacions
- 1968: Oscar a la millor pel·lícula
- 1968: Oscar al millor director per Stanley Kramer
- 1968: Oscar al millor actor per Spencer Tracy
- 1968: Oscar al millor actor secundari per Cecil Kellaway
- 1968: Oscar a la millor actriu secundària per Beah Richards
- 1968: Oscar a la millor direcció artística per Robert Clatworthy i Frank Tuttle
- 1968: Oscar al millor muntatge per Robert C. Jones
- 1968: Oscar a la millor banda sonora per Frank De Vol
- 1968: Globus d'Or a la millor pel·lícula dramàtica
- 1968: Globus d'Or al millor director per Stanley Kramer
- 1968: Globus d'Or a la millor actriu dramàtica per Katharine Hepburn
- 1968: Globus d'Or al millor actor dramàtic per Spencer Tracy
- 1968: Globus d'Or al millor guió per William Rose
- 1968: Globus d'Or a la millor actriu secundària per Beah Richards
- 1968: Globus d'Or a la millor nova promesa femenina per Katharine Houghton

## Al voltant del film[4]
- El rodatge es va fer a San Francisco i en un dels estudis de la Columbia Pictures a Hollywood, del 20 de març al 29 de maig de 1967.
- Spencer Tracy va morir 17 dies després del final del rodatge.
- A més a més de ser-ho a la pantalla, Spencer Tracy i Katharine Hepburn eren parella a la vida real des de feia molts anys.
- A causa la malaltia de Spencer Tracy, la feina es feia sempre al matí. Quan Katharine Hepburn considerava que estava massa cansat, acabava el rodatge.
- Katharine Hepburn va declarar que no havia vist mai el film sencer. Veure Spencer Tracy tan malalt era massa dolorós per a ella.
- Katharine Houghton és neboda de Katharine Hepburn.
- Al film, el Sr. Prentice (Roy Glenn) comenta al seu fill John (Sidney Poitier) que si es casa amb na Joey (Katharine Houghton) seran considerats criminals en setze o disset estats. Però d'ençà del 12 de juny de 1967, el Tribunal suprem dels Estats Units va declarar anticonstitucionals totes les lleis contra el mestissatge.
- Es tracta del primer film d'Isabel Sanford.
- El film encara estava a les sales de cinema quan Martin Luther King va ser assassinat. Hi ha una escena en què la cuinera demana a Sidney Poitier: «Qui us penseu que sou, Martin Luther King?». Arran de l'assassinat de King, l'estudi va demanar que es tallés aquesta seqüència.
- El 2005 es va estrenar Black/White, un remake del film.